# Dschamīl ibn Maʿmar
Dschamīl ibn Maʿmar (arabisch جميل بن معمر, DMG Ǧamīl b. Maʿmar; geb. 659 im Gebiet des heutigen Nordarabien; gest. 701 in Ägypten; international meist Jamil ibn Maʿmar; auch als Dschamīl Buthayna bekannt; gebürtig Dschamīl ibn ʿAbd Allāh ibn Maʿmar al-ʿUdhrī / جميل بن عبد الله بن معمر العذري / Ǧamīl b. ʿAbd Allāh b. Maʿmar al-ʿUḏrī) ist ein Autor der klassischen arabischen Liebeslyrik.

## Leben
Gemäß biographischem Bericht der berühmten Anthologie Kitab al-Aghani (Buch der Lieder) aus dem 10. Jahrhundert wurde Dschamīl in der Region Wadi al-Qura im nördlichen Hedschas nahe der südlichen Grenze zu Syrien im Gebiet des heutigen Saudi-Arabien geboren. Seine Familie gehörte dem Banū-ʿUdra an, einem Nomadenstamm der Qudaʿa-Konföderation. Dschamīls Vater Maʿmar vertraute den Knaben seinem offenbar gebildeten, pädagogisch begabten Diener Huḏaym zur Erziehung und Bildung an.
Bereits als Junge verliebte sich Dschamīl in Buṯayna, die Tochter einer anderen Nomadensippe. Er warb mehrere Jahre erfolglos um sie, weil die Familie Buṯaynas eine Liaison beharrlich ablehnte. Weil Dschamīl Buṯayna aber auch nach ihrer Hochzeit mit einem anderen Mann weiterhin aufsuchte, ließ ihre Familie ihn schließlich durch den Provinzgouverneur für vogelfrei erklären, so dass er aus der Region fliehen musste.
Nicht zuletzt die bei Huḏaym genossene Bildung ermöglichte es Dschamīl, seine unerfüllte Liebe zu Buṯayna poetisch auszudrücken; über Jahrzehnte hinweg bis zum Tod bleibt sie Adressatin seiner Gedichte. Als Reverenz gegenüber seinem Lehrer wurde dem Namen Dschamīl später mitunter auch der Beinamen Huḏaym hinzugefügt; andere fügten ihm den Beinamen der vergeblich geliebten Buṯayna hinzu.

## Werk
Literaturgeschichtlich gilt Dschamīl als Schöpfer der ʿuḏritischen Liebesdichtung in der frühislamischen und umayyadischen Epoche. Von den vorherrschenden Idealen der Genügsamkeit (sabr und quanaʿa) und Schicksalsergebenheit (qadar) seiner nomadischen Herkunftskultur wurde er stark geprägt. Die ʿuḏritische Lebensphilosophie traf bei dem Dichter von Anfang an auf eine hohe individuelle Gefühlsbetontheit, Empfindsamkeit und Melancholie.
Das Sujet der Liebeslyrik Dschamīls ist – autobiografisch bedingt – nicht die erfüllte, sondern die unerfüllbare Liebe: Je unerreichbarer die Vereinigung des Liebenden mit der nur aus asketisch-keuscher Distanz Begehrten, desto mehr steigert er sich in diese rein geistige Liebe hinein. Das Ausmaß der sich ins Unermessliche steigernden Liebessehnsucht wird vom Dichter als ambivalent beschrieben: sie ist qual- und reizvoll, freud- und leidvoll, bitter und süß zugleich. Sie ergreift das lyrische Ich vollkommen und verzehrt es ganzheitlich, d. h. sie involviert es in einen Prozess physischen und psychischen Verfalls, an dem der Entsagende schließlich stirbt. Demzufolge schmückt Dschamīl seine Dichtung häufig mit Metaphern des Todes.
Zu den weltweit bekanntesten Gedichten Dschamīls gehören ألا ليت شعري هل ابيتن ليلة (Wenn ich nur im A’lqira-Tal ... ) und ألا ليت ريعان الشباب جديد (Wenn doch die Blüte der Jugend ...); beide sind in mehr als 60 nicht-arabische Sprachen übersetzt.

## Rezeption
Das Kitab al-Aghani belegt, dass Dschamīl als Dichter schon zu Lebzeiten von den Zeitgenossen bewundert, ja regelrecht verehrt wurde. Der arabische Historiker, Literat und Poet Abū l-Faradsch al-Isfahānī verdeutlicht dies in zahlreichen Anekdoten: Der erfolgreiche Dichter Kuṯayyir, der Dschamīls zunächst nur oral verbreitete Dichtung in einem Diwan verschriftlicht hat, soll dessen Verskunst weit mehr geachtet haben als seine eigene; der Umayyaden-Kalif Yazīd I., Mäzen der Dichtkunst und selber Dichter, habe den Sänger Nāfi' al-Ḫayr für die Vertonung eines Gedichtes von Dschamīl ungewöhnlich hoch honoriert.
Dschamīls Topos der im Tod gipfelnden unerfüllten Liebessehnsucht fand große Resonanz bei nachfolgenden ʿuḏritischen Dichtergenerationen, die sich programmatisch „Märtyrer der Liebe“ nannten. So entstand ein in der arabischen Kultur über Jahrhunderte bis weit in die Abbasidenzeit reichendes hochpopuläres Genre asketisch-tragischer Liebesdichtung, dessen Schicksalsschilderungen wie Standesunterschied, gewaltsame Trennung oder überlegener Nebenbuhler als Hindernisse zwischen einem jungen Mann und einer jungen Frau in das Volksliedgut einfloss.
Die Romanistin Vanessa Kayling hat nachgewiesen, dass die Liebespoesie in der Rezeptionslinie Dschamīls, über Spanien nach Frankreich kommend, auch einen wichtigen Einfluss auf die Entstehung der mittelalterlichen Trobadordichtung hatte.
Verschiedene Literaturwissenschaftler haben aufgezeigt, dass das berühmte Gedicht Der Asra von Heinrich Heine in jener arabisch-ʿuḏritischen Traditionslinie steht, die ihren Ursprung in Dschamīl fand.
Der deutsch-bosnische Schriftsteller Saša Stanišić legte dar, dass wiederum Heines Asra-Gedicht die Vorlage für die bosnische Lieddichtung „Kraj tanana šadrvana“ ist. So schloss sich gewissermaßen der Kreis des interkulturellen literarischen Austauschs.